# Sowjetischer Fußballpokal 1983
Der Sowjetische Fußballpokal 1983 war die 42. Austragung des sowjetischen Pokalwettbewerbs der Männer. Pokalsieger wurde Schachtjor Donezk. Das Team setzte sich im Finale gegen Metallist Charkow durch. Schachtar qualifizierte sich durch den Sieg für den Europapokal der Pokalsieger.

## Modus
An dem Wettbewerb nahmen die 18 Erstligisten und die 22 Zweitligisten teil. Ab dieser Saison wurde wieder alle Runden im K.-o.-System gespielt. An der 1. Runde nahmen nur die 22 Mannschaften der zweiten Liga an. In der 2. Runde stiegen mit Ausnahme von Dynamo Kiew alle Erstligisten ein. Der Titelverteidiger kam erst im Viertelfinale dazu.
Alle Begegnungen wurden in einem Spiel entschieden. Stand es in den K.-o.-Spielen nach regulärer Spielzeit unentschieden, wurde das Spiel um zweimal 15 Minuten verlängert. Stand danach kein Sieger fest, wurden der Sieger per Elfmeterschießen ermittelt.

## Teilnehmende Teams
| Wysschaja Liga (18) | Wysschaja Liga (18) | Perwaja Liga (22) | Perwaja Liga (22) |
| --- | --- | --- | --- |
| - Dynamo Moskau - Spartak Moskau - Torpedo Moskau - ZSKA Moskau - Ararat Jerewan - Dynamo Kiew - Dinamo Minsk - Dinamo Tiflis - Dnjepr Dnjepropetrowsk | - Metallist Charkow - Neftçi Baku - Nistru Kischinjow - Pachtakor Taschkent - Schachtjor Donezk - Torpedo Kutaissi - Tschernomorez Odessa - FK Žalgiris Vilnius - Zenit Leningrad | - Daugava Riga - Dnjepr Mogiljow - Dynamo Kirow - Fakel Woronesch - Guria Lantschchuti - Iskra Smolensk - Kairat Alma-Ata - SKA Karpaty Lwow - Kolos Nikopol - Kuban Krasnodar - Kusbass Kemerowo | - Lokomotive Moskau - Metallurg Saporoschje - SKA Rostow - Pamir Duschanbe - Rotor Wolgograd - Sarja Woroschilowgrad - Schinnik Jaroslawl - SKA Chabarowsk - Swesda Jizzax - Tawrija Simferopol - Tekstilschtschik Iwanowo |

## 1. Runde
| Datum      |                    | Ergebnis              |                          |
| ---------- | ------------------ | --------------------- | ------------------------ |
| 19.02.1983 | Guria Lantschchuti | 0:0 n. V. (6:5 i. E.) | Fakel Woronesch          |
| 19.02.1983 | Daugava Riga       | 1:2                   | Dynamo Kirow             |
| 19.02.1983 | Swesda Jizzax      | 0:1                   | Lokomotive Moskau        |
| 19.02.1983 | Iskra Smolensk     | 2:0                   | Sarja Woroschilowgrad    |
| 19.02.1983 | Kairat Alma-Ata    | 2:0                   | Kusbass Kemerowo         |
| 19.02.1983 | Kolos Nikopol      | 1:0                   | Tekstilschtschik Iwanowo |
| 19.02.1983 | Kuban Krasnodar    | 3:0                   | Dnjepr Mogiljow          |
| 19.02.1983 | Pamir Duschanbe    | 0:1 n. V.             | Rotor Wolgograd          |
| 19.02.1983 | Tawrija Simferopol | 1:0                   | SKA Karpaty Lwow         |
| 19.02.1983 | SKA Chabarowsk     | 0+:- 1                | Schinnik Jaroslawl       |
| 19.02.1983 | SKA Rostow         | 0+:- 2                | Metallurg Saporoschje    |

## 2. Runde
| Datum      |                        | Ergebnis              |                     |
| ---------- | ---------------------- | --------------------- | ------------------- |
| 24.02.1983 | Dynamo Kirow           | 0:0 n. V. (4:5 i. E.) | Ararat Jerewan      |
| 24.02.1983 | Dnjepr Dnjepropetrowsk | 2:0                   | Lokomotive Moskau   |
| 24.02.1983 | Zenit Leningrad        | 3:0                   | Iskra Smolensk      |
| 24.02.1983 | Metallist Charkow      | 0:0 n. V. (6:5 i. E.) | Kairat Alma-Ata     |
| 24.02.1983 | Neftçi Baku            | 1:1 n. V. (3:4 i. E.) | ZSKA Moskau         |
| 24.02.1983 | Pachtakor Taschkent    | 2:1                   | SKA Chabarowsk      |
| 24.02.1983 | Rotor Wolgograd        | 1:0                   | Dinamo Tiflis       |
| 24.02.1983 | SKA Rostow             | 3:2                   | Dinamo Minsk        |
| 24.02.1983 | Spartak Moskau         | 3:2 n. V.             | Tawrija Simferopol  |
| 24.02.1983 | Torpedo Moskau         | 1:0                   | Guria Lantschchuti  |
| 24.02.1983 | Tschernomorez Odessa   | 1:0                   | Kolos Nikopol       |
| 25.02.1983 | Dynamo Moskau          | 1:0                   | Kuban Krasnodar     |
| 25.02.1983 | Nistru Kischinjow      | 0:2                   | Torpedo Kutaissi    |
| 25.02.1983 | Schachtjor Donezk      | 3:0                   | FK Žalgiris Vilnius |

## Achtelfinale
| Datum      |                        | Ergebnis  |                   |
| ---------- | ---------------------- | --------- | ----------------- |
| 03.03.1983 | Ararat Jerewan         | 2:4       | Metallist Charkow |
| 03.03.1983 | Dnjepr Dnjepropetrowsk | 3:1       | Torpedo Moskau    |
| 03.03.1983 | Pachtakor Taschkent    | 0:1       | Dynamo Moskau     |
| 03.03.1983 | Spartak Moskau         | 2:3 n. V. | Schachtjor Donezk |
| 03.03.1983 | Torpedo Kutaissi       | 3:2 n. V. | Rotor Wolgograd   |
| 03.03.1983 | ZSKA Moskau            | 2:1       | SKA Rostow        |
| 03.03.1983 | Tschernomorez Odessa   | 0:2       | Zenit Leningrad   |

## Viertelfinale
Titelverteidiger Dynamo Kiew stieg in dieser Runde ein.
| Datum      |                   | Ergebnis              |                        |
| ---------- | ----------------- | --------------------- | ---------------------- |
| 11.03.1983 | Dynamo Moskau     | 1:3 n. V.             | Schachtjor Donezk      |
| 11.03.1983 | Zenit Leningrad   | 3:1                   | Dynamo Kiew            |
| 11.03.1983 | Metallist Charkow | 0:0 n. V. (5:3 i. E.) | Torpedo Kutaissi       |
| 11.03.1983 | ZSKA Moskau       | 2:1                   | Dnjepr Dnjepropetrowsk |

## Halbfinale
| Datum      |                   | Ergebnis              |                   |
| ---------- | ----------------- | --------------------- | ----------------- |
| 19.03.1983 | ZSKA Moskau       | 0:1 n. V.             | Metallist Charkow |
| 19.03.1983 | Schachtjor Donezk | 1:1 n. V. (4:2 i. E.) | Zenit Leningrad   |

## Finale
| Paarung           | Schachtjor Donezk – Metallist Charkow |
| Ergebnis          | 1:0 (1:0) |
| Datum             | 8. Mai 1983 |
| Stadion           | Olympiastadion Luschniki, Moskau |
| Zuschauer         | 30.000 |
| Schiedsrichter    | Waleri Butenko |
| Tore              | 1:0 Igor Jurtschenko (23.) |
| Schachtjor Donezk | Walentin Jelinskas – Alexei Warnawski, Alexander Sopko, Igor Simonow, Wladimir Parchomenki – Waleri Rudakow, Sergei Jaschtschenko (74. Igor Petrow), Michail Sokolowski , Sergei Morosow (63. Sergei Akimenko) – Igor Jurtschenko, Wiktor Gratschow. Cheftrainer: Wiktor Nossow         |
| Metallist Charkow | Juri Siwucha – Wiktor Kaplun, Rostislaw Pototschnjak, Alexander Bojko (46. Alexander Gorbik), Wiktor Kamarsajew – Sergei Kusnezow, Leonid Tkatschenko, Wiktor Suslo (63. Sergei Motus), Wladimir Linke – Stanislaw Bernikow (41. Saakow), Juri Tarassow. Cheftrainer: Jewgeni Lemeschko |
| Gelbe Karten      | Igor Jurtschenko – keine |